# Dwerg (mythisch wezen)

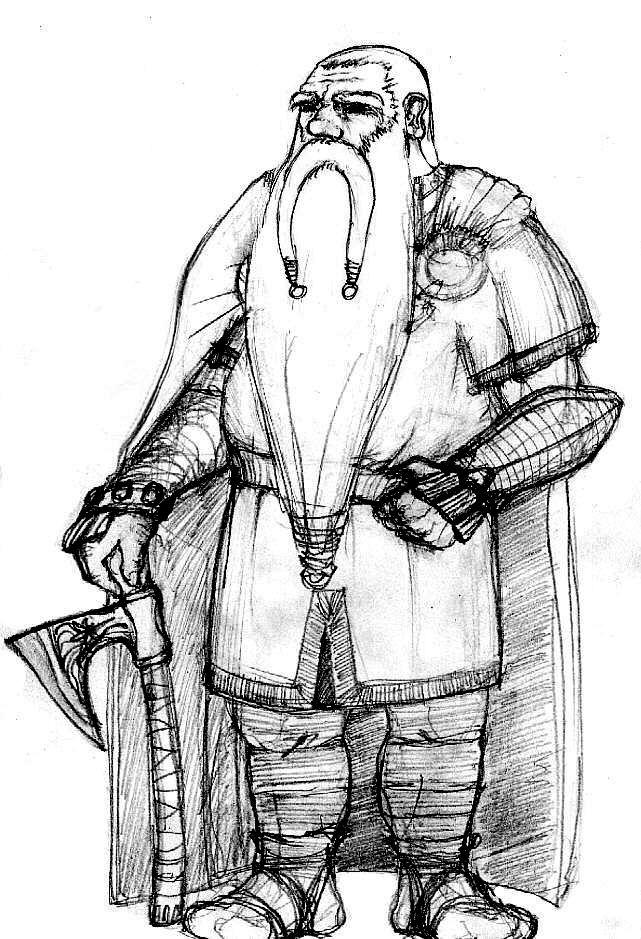
Tekening van een dwerg met bijl

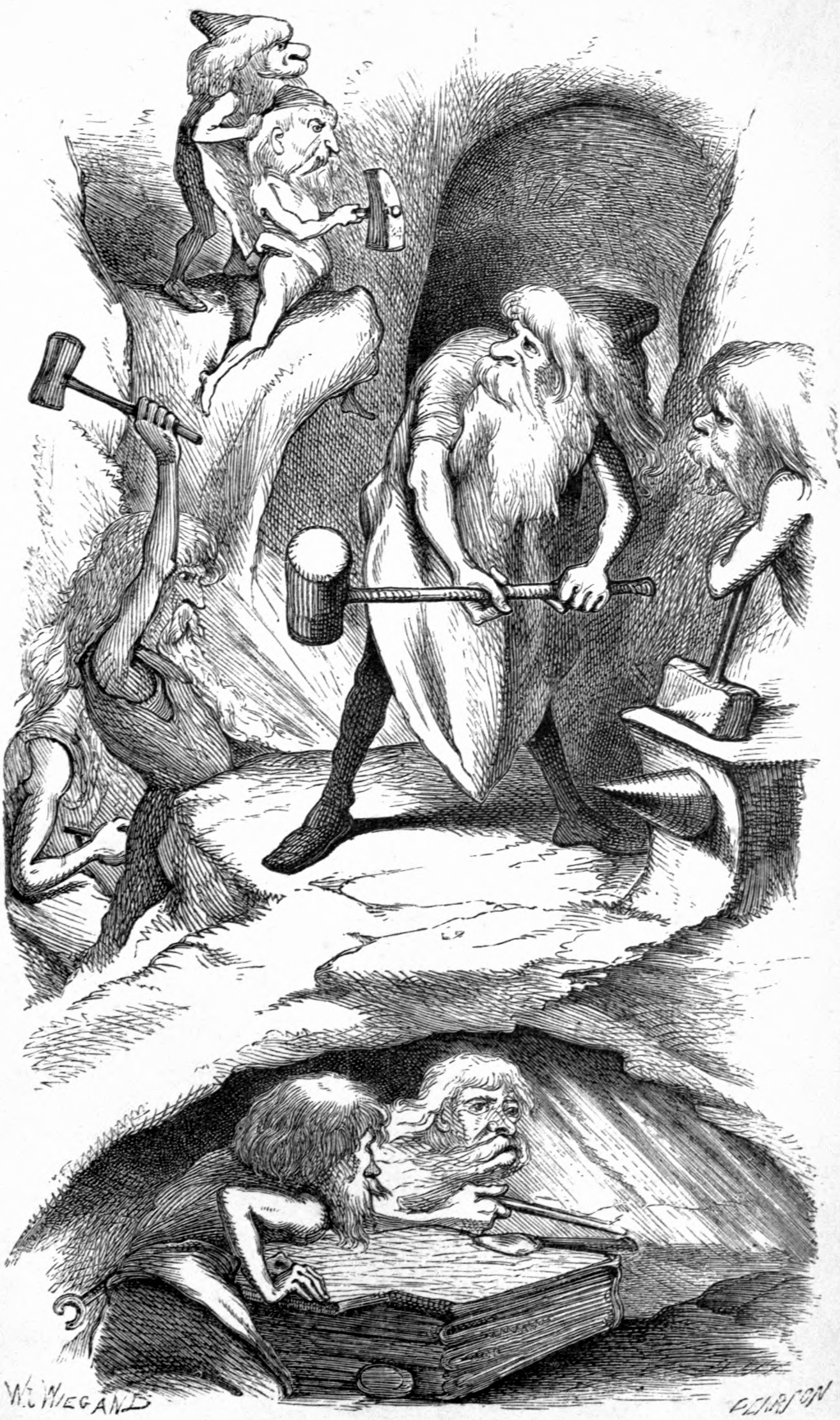
De dwergen aan het werk, 1871

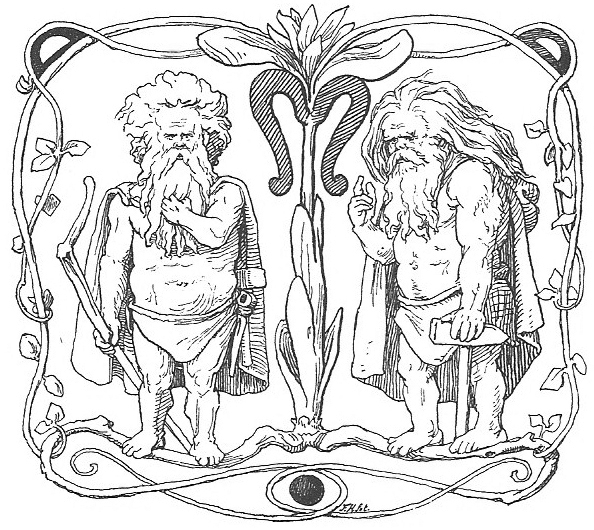
Twee dwergen uit de Völuspá

Dwergen zijn mythologische wezens die op verschillende plekken voorkomen.
Dwergen zijn kleiner dan mensen en worden vaak beschreven als dik. Ze hebben ook vaak lange baarden. Dwergen staan bekend om hun ambachtskunsten en zijn met name goede smeden. Dwergen wonen in het algemeen bij voorkeur ondergronds en zijn meesters in mijnbouw en metaalbewerking en vechten bij voorkeur met bijlen of strijdhamers.

## Dwergen in de mythologie
Dwergen spelen een belangrijke rol in de Germaanse en Noordse mythologie. Zo wordt bijvoorbeeld volgens het Oudnoordse gedicht Gylfaginning de hemel gedragen door vier dwergen, Norðri, Suðri, Austri en Vestri.
In de Noordse mythologie wordt Thors hamer Mjölnir vervaardigd door de dwergen Brokkr en Eitri.
In Alvíssmál wordt het verhaal over Alvis verteld.

## Dwergen in fictie en fantasy
In diverse fantasy-boeken, -films en -spellen komen dwergen als menselijk ras voor. J.R.R. Tolkien heeft het beeld van de dwergen in de fantasy sterk beïnvloed. Vele andere auteurs hebben zijn beschrijvingen van het uiterlijk en het karakter van de dwergen overgenomen, bijvoorbeeld Terry Pratchett.
Ook in sprookjes, zoals Sneeuwwitje en de zeven dwergen, komen dwergen voor.

### Boeken
- de boeken van J.R.R. Tolkien, zie: Dwerg (Tolkien)
- de Schijfwereld-serie van Terry Pratchett
- De Poort des Doods van Margaret Weis en Tracy Hickman
- de vijfdelige reeks De Dwergen van Markus Heitz
- het eerste deel van Het Zwaard van Shannara van Terry Brooks
- de serie Het Erfgoed van Christopher Paolini
- de Artemis Fowl-serie van Eoin Colfer
- de boeken van C.S. Lewis, De Kronieken van Narnia

### Spellen
- Lineage II
- Warhammer; zie Dwergen (Warhammer)
- Dungeons and Dragons (rollenspel)
- verschillende World of Warcraft-spellen
- Lord of the Rings Online en Guild Wars (MMORPG's)
- Dwarf Fortress
- RuneScape

### Films
- The Lord of the Rings (trilogie)
- The Hobbit (trilogie)
- de films van De Kronieken van Narnia
- Dungeons & Dragons
- Willow